# Burila Mare
Burila Mare é uma comuna romena localizada no distrito de Mehedinți, na região de Oltênia. A comuna possui uma área de 123.82 km² e sua população era de 2218 habitantes segundo o censo de 2007.